# Lítium-szuperoxid
A lítium-szuperoxid kémiai vegyület, képlete (LiO2). Csak mátrixizolációs kísérletekkel sikerült előállítani 15 K hőmérsékleten.

## Fordítás
Ez a szócikk részben vagy egészben  a   Lithium superoxide című angol Wikipédia-szócikk ezen változatának fordításán alapul.  Az eredeti cikk szerkesztőit annak laptörténete sorolja fel. Ez a jelzés csupán a megfogalmazás eredetét és a szerzői jogokat jelzi, nem szolgál a cikkben szereplő információk forrásmegjelöléseként.